# قصعين أناضولي
قصعين أناضولي (الاسم العلمي:Salvia anatolica) هو نوع من النباتات يتبع جنس القصعين من الفصيلة الشفوية.